# Puls 4 News

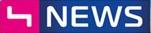
Logo der Programmschiene von August 2013 bis 2016

Puls 4 News (Eigenschreibweise: PULS 4 News), vormals AustriaNews, bezeichnet eine Programmsäule der österreichischen Ableger der ProSiebenSat.1 Media SE. Sie umfasst das gleichnamige Nachrichtenformat, die Diskussionssendung Pro und Contra sowie das Frühstücksfernsehen Café Puls. Die Schwerpunkte sind Politik, Weltgeschehen, Chronik, Leben und Society. Die Programmschiene erreicht im weitesten Seherkreis bis zu 1,71 Millionen Österreicher pro Woche. Das Puls 4 News Network gilt als Österreichs größtes privates Nachrichtennetzwerk und bringt täglich 12 Nachrichtensendungen auf Puls 4, in Sat.1 Österreich, auf ProSieben Austria und im senderübergreifenden Infotainmentmagazin Café Puls. Seit Ende 2017 ist ein neues Design eingeführt worden. WELT ist für Weltgeschehen der Nachrichtenlieferant.

## Puls 4 News
Als erste österreichische Nachrichtensendung der ProSiebenSat.1 Media AG gingen im Jänner 2004 mit dem Titel ProSieben Austria TopNews auf ProSieben Austria auf Sendung. Im April 2006 wurde die Sendung dem ersten Relaunch unterzogen und auf ProSieben AustriaNews umbenannt. Ein zweiter Relaunch erfolgte im Frühjahr 2008. Dabei verschob sich der Sendeplatz von 20 Uhr auf 18 Uhr. Das wurde erforderlich, nachdem ProSieben Deutschland seine Newsprogrammierung änderte. Mit dem Start von Puls 4 kamen im Januar 2008 die Puls 4 AustriaNews hinzu. Seit 17. März 2008 wird das Format auch auf Sat.1 Österreich ausgestrahlt. Mit 30. März 2009 haben alle AustriaNews-Sendungen ein neues, einheitliches Design für Studio, Opener, Grafiken und Logos; außerdem wurde ein neuer Newsroom geschaffen. Seit 2013 wurde die Sendung erneut auf den heutigen Namen umbenannt. Die Puls 4 News werden im Rahmen des Frühstücksfernsehen Café Puls werden von 5:30 Uhr bis 10:00 Uhr alle 30 Minuten auf allen drei Sendern im Frühstücksfernsehen ausgestrahlt, täglich werden die Puls 4 News Sendungen um 18:00 Uhr auf ProSieben Austria, um 18:45 Uhr auf Puls 4 und um 20:00 Uhr auf Sat.1 Österreich und auf Puls 4 parallel ausgestrahlt. An Wochenenden war bis 2013 das Lifestyle-, Trend- und Society-Format PINK! in diese Sendung integriert.
Seit August 2018 übernimmt der  Schwestersender ATV für alle drei Simulcast-Sender den Wetterbericht mit dem Namen ATV Wetter.
Zusätzlich wird wöchentlich auch die Sendung Puls 4 News – Wie jetzt? ausgestrahlt, indem politische Themen mit Experten erklärt wird.

## Guten Abend Österreich

Logo der Nachrichtenshow Guten Abend Österreich

Die Nachrichtensendung Guten Abend Österreich war Nachfolger der Puls 4 AustriaNews auf Puls 4 und wurde erstmals am 21. Jänner 2013 live ausgestrahlt. Im Gegensatz zum Vorgänger präsentiert sich das Format mit Studiogästen sowie einem erweiterten Themenbereich. Zu Beginn wurden die wichtigsten Themen u. a. als Kurzmeldungen zur Sprache gebracht, in den folgenden Rubriken wurden Studiogäste interviewt und Sportnachrichten gezeigt. Auch in die Sendung integriert waren ein Starmagazin, Lifestyle sowie der Wetterbericht.
Da die Quoten der zweiten Sendehälfte hinter den Erwartungen blieben, lief ab September 2014 um 19:20 Uhr das Puls 4 News Quiz im Rahmen des Formats. Mehrfache unerlaubte Werbeunterbrechung und Irreführung der Zuseher, einer Sendung im Juli 2014, hatten rechtliche Konsequenzen zur Folge. Am 24. April 2015 lief die quotentechnisch mäßige Sendung das letzte Mal.

## Pro und Contra

Ehemaliges Logo der Talkshow

Pro und Contra – Der Puls 4 News Talk ist eine Live-Talkshow, die vom österreichischen Privatsender Puls 4 produziert und wöchentlich am Montag gesendet wird. Sie ist der Nachfolger der im April 2011 eingestellten Diskussionssendung Talk of Town – Darüber spricht Österreich und wird seit 11. April 2011 ausgestrahlt. Hauptsächlich wird die Talkshow von Corinna Milborn oder Thomas Mohr moderiert. Die Gesprächsthemen wechseln sich wöchentlich, meist entstehen diese je nach den aktuellen Ereignissen national und international.
Die erste Ausgabe des relaunchten Formats wurde am 11. April erstmals live ausgestrahlt. Der Sender strukturierte das 60-Minuten-Format in drei Teile. Die Eröffnung macht der Moderator mit einem Experten bzw. einem Betroffenen. Dabei werden wichtige inhaltliche Eckpunkte dargelegt, durch persönliche Erfahrungen der Gäste soll auch ein emotionaler Zugang zu den jeweiligen Themen geschaffen werden. Darauf folgt die Diskussion mit erweitertem Teilnehmerkreis. Im letzten Drittel werden Publikum und Zuschauer in die Diskussion einbezogen. Das Publikum, bestehend aus Betroffenen, Beteiligten und Interessierten, wird aktiv mit eingebunden und hat die Möglichkeit, Meinungen, Fragen und Kritik in die Sendung mit einzubringen bzw. direkt an die Podiumsgäste zu richten.